# Julio Madero
General Julio Madero González (Parras de la Fuente, Coahuila; 6 de julio de 1886 - Ciudad de México, 5 de julio de 1946) fue un militar mexicano que participó en la Revolución mexicana.

## Biografía
Nació en Parras de la Fuente, Coahuila, el 6 de julio de 1886, siendo el décimo hijo de Francisco Madero Hernández y de Mercedes González Treviño, siendo a su vez hermano del iniciador de la Revolución mexicana, Francisco I. Madero. Realizó estudios de ingeniería de minas en la Universidad de Fordham, en Nueva York. Fue un leal y decidido acompañante de su hermano Francisco en los inicios de la Revolución Mexicana, tratando de llegar a territorio mexicano desde Texas por el sitio conocido como Rancho del Indio.
Buscando justicia después de la muerte de Francisco en 1913, Julio y su familia se pusieron a las órdenes de Venustiano Carranza, quien lo invitó a ser parte de su Estado Mayor. Se incorporó el 7 de julio de 1913 con el grado de capitán bajo las órdenes de Jacinto B. Treviño. Ese mismo año pasó al Estado Mayor del general Álvaro Obregón. Combatió en Monclova y Candela, y a finales de 1913 y durante 1914, participó en encuentros contra los huertistas en Nayarit, Jalisco y Guanajuato, concediéndole Obregón los grados de mayor y teniente coronel. 
Representó en la Convención de Aguascalientes al general Benjamín Hill, y votó por el retiro de Carranza pero se mantuvo leal a la hora de la escisión con Francisco Villa, quien lo hizo prisionero en Irapuato, Guanajuato.
Posteriormente, Julio Madero colaboró con Obregón en la Secretaría de Agricultura, y en 1922 fue enviado como embajador a Suecia, dando inicio a su carrera diplomática que atendió hasta 1927, cuando el presidente Plutarco Elías Calles lo designó Oficial Mayor de la SCOP. Fue director de la Lotería Nacional por acuerdo del general Lázaro Cárdenas y posteriormente integrante del Patronato del Nacional Monte de Piedad; también fue jefe de compras de la Intendencia General del Ejército.
Julio Madero contrajo matrimonio en Los Ángeles, California, con Cármen García Peralta, originaria de Hermosillo, Sonora, con quien procreó 8 hijos.
El general Julio Madero González falleció en la Ciudad de México el 5 de julio de 1946, un día antes de cumplir 60 años de edad.